# Квантни рачунар
Квантни рачунари су рачунари који при свом функционисању користе квантна својства микрочестица. Они се суштински разликују од класичних компјутера код којих се информације базично представљају у облику битова (0 и 1). Код њих су основне јединице операције тзв. кубити, који користе квантни феномен суперпозиције, тунел ефекта и друге за операцију над информацијама.
Могућности оваквих рачунара су велике и огледају се у томе да би неки математички проблеми могли бити решени много брже, него код класичних. Пример за то је Шоров, квантни алгоритам, који би могао бити апсолутно најбржи начин за факторизацију бројева и који би без проблема декриптовао сваку РСА шифру која је данас у употреби (наши банковни рачуни, шифре од мејл налога, војне и државне тајне итд).
На идеју о оваквим рачунарима је први дошао амерички нобеловац и физичар Ричард Фајнман још 1982. године и од тада је на овом пољу учињен велики напредак. Многи експериментални „компјутери“ који успешно функционишу се стварају из дана у дан, а може се рећи да је ово тренутно једна од најживљих области науке.

## Потреба за новом рачунарском технологијом
Развој модерних компјутера обележава изузетно брз раст брзине компјутерских процесора, који можда и најбоље дефинише чувени Муров закон, који је поставио оснивач Интела Гордон Мур 1965. године, а који предвиђа удвостручавање количине транзистора на процесору сваких 18 – 24 месеца. Тренд овог огромног раста је захваљујући великом развоју технологије важио преко 40 година, али се последњих година примећује његово успоравање, пре свега услед тога што актуелна силицијумска технологија микропроцесора долази до својих природних и техничких граница. Иако је обележила круцијалан период развоја рачунара, сасвим је извесно да ће је ускоро заменити нове технологије.
Већ неколико деценија се развијају прототипи са потпуно другачијом технологијом транзистора, као што су: оптички, молекулски, ДНК, квантни итд.

## Принцип квантних транзистора
Квантни транзистори се суштински разликују од класичних, силицијумских транзистора, код којих је принцип рада једноставнији и базира се на томе да ли у струјном колу има струје (1 у бинарном коду) или нема струје (0 у бинарном коду). Они се, слично битовима код класичних компјутера називају кубити и представљају основне јединице операције квантних рачунара. Њихов механизам рада је заснован на квантним својствима честица, које имају јединствену способност суперпозиције, односно чињеници да једна честица у једном тренутку може бити у више стања све док не извршимо нека мерења и не делујемо спољашњом силом на њу. Они могу у бинарном систему представљати у одређеном тренутку све суперпозиције стања 0 и 1.

Узмимо пример тробитног регистра код класичног рачунара, стање рачунара, односно транзистора у било ком тренутку може бити једно од {\displaystyle 2}{\displaystyle 3} {\displaystyle =} {\displaystyle 8}, односно 000; 001; 010; 011; 100; 101; 110; 111, свакако знамо да се овај рачунар сигурно налази у једном од ових стања и укупна вероватноћа свих стања је једнака 1, с друге стране код квантних рачунара кубити могу истовремено бити у више ових стања. Дакле, ако стања квантних компјутера представимо са 8 комплексних бројева {\displaystyle a,b,c,d,e,f,g,h,} онда ће њихови квадрати заправо представљати вероватноћу за сваку појединачну вредност, а збир тих вероватноћа је 1, односно: 
{\displaystyle |a|}{\displaystyle 2} {\displaystyle +} {\displaystyle |b|}{\displaystyle 2} {\displaystyle +} {\displaystyle |c|}{\displaystyle 2} {\displaystyle +} {\displaystyle |d|}{\displaystyle 2} {\displaystyle +} {\displaystyle |e|}{\displaystyle 2} {\displaystyle +} {\displaystyle |f|}{\displaystyle 2} {\displaystyle +} {\displaystyle |g|}{\displaystyle 2} {\displaystyle +} {\displaystyle |h|}{\displaystyle 2} {\displaystyle =} {\displaystyle 1}
.
Када би неки класични компјутер извршавао {\displaystyle n} операција, теоријски би са истим бројем кубитова на квантном компјутеру могло да се изврши {\displaystyle 2}{\displaystyle n} операција у истом временском интервалу, односно раст капацитета и брзине таквог, хипотетичког компјутера би био експоненцијални.
Кубити су сачињени од неке микрочестице (атомa, електрона, фотона...) и контролних микроуређаја, који контролишу рад честице и задају јој наређења, односно дефинишу њихово стање.

## Данашњи, експериментални квантни компјутери
Идеја о квантним рачунарима је створена још 80-их година 20. века и већ тада су разне структуре богатих земаља увиделе потенцијал и улагале значајан новац у истраживања, па су тако на разним светским универзитетима и у компанијама настајали прототипови, који бележе велики развој и напредак. Данашњи квантни компјутери су изузетно осетљиви, сачињени од свега неколико кубита, али ипак у експерименталном смислу представљају доказ о практичној могућности изградње ових иновативних рачунара.
Већина данашњих квантних компјутера се користи на температурама блиским апсолутној нули, због специфичних особина суперпроводљивости, које се јављају на тим температурама. Велики напредак се остварује и у контроли и повезивању кубита, али је и даље проблем квантне декохеренције свеприсутан. Наиме, способност суперпозиције се губи код компјутера већих димензија од неколико кубита кад на системе делује и најмања сила из спољашње средине, што значи да они фактички постају класични рачунари. До сада није пронађено решење за овај проблем у дизајну квантних рачунара, а многи стручњаци из ове области, као што је Ралф Ландер (IBM) сматрају да се проблем декохеренције никада неће у потпуности решити. Могуће решење могли би бити квантни компјутери базирани у дијамантима, који минимализују проблем декохерентности.
Вероватно и највећи пробој на овом пољу начињен је 2011. године када је канадска компанија “D wave systems” конструисала до сада највећи рачунар овог типа сачињен од 128 суперпроводних кубита, који су преспојени са преко 24 000 Џозефсонових спојева, који су израђени од суперпроводника, тако да читав овај систем ради у криогеном окружењу (температурама близу апсолутне нуле) и има димензије омањег аутомобила, што подсећа на прве дигиталне компјутере у својим зачецима. Постоје контроверзе око тога да ли је ово заиста квантни рачунар или не, али чињеница је да га је америчка свемирска компанија Локид Мартин, увидевши његову перспективу, купила за 10 милиона долара.

## Шоров алгоритам
Шоров алгоритам представља квантни алгоритам који је развио амерички математичар Питер Шор 1994. године и који је најбржи постојећи алгоритам за факторизацију, односно разлагање бројева на саставне, просте чиниоце. Он је представљао праву револуцију у развоју квантних алгоритама и омогућио експоненцијално брже израчунавање овог проблема од тада најбољих класичних алгоритама.
Уколико би имали неки број N, за факторизацију преко Шоровог алгоритма би било неопходно време {\displaystyle O} {\displaystyle (} {\displaystyle (logN)}{\displaystyle 3} {\displaystyle )}, док би за најефикаснији данашњи, класични алгоритам (GNFS алгоритам) требало {\displaystyle O} {\displaystyle (} {\displaystyle e} {\displaystyle 1.9} {\displaystyle (logN)}{\displaystyle 1/3} {\displaystyle (loglogN)}{\displaystyle 2/3} {\displaystyle )} времена.
Практично функционисање овог принципа је демонстрирано 2001. године у компанији IBM када је број петнаест у једном од првих квантних рачунара разложен на чиниоце 5 и 3 и на тај начин први пут у историји извршена нека операција на оваквом типу рачунара. Теоријски, уколико би имали довољно велики број кубита, могли би да уз помоћ њих декриптујемо савремене криптографске, асиметричне алгоритме, који користе управо чињеницу да је множење релативно једноставна операција, док је тражење чинилаца из производа, односно факторизација енормно сложенија операција. На основу тога се успоставља веза између приватних и јавних кључева, за коју се данас сматра да не може бити дешифрована уз постојећи раст компјутерских технологија у наредних милијарду година.

## Потенцијал
Иако су ови рачунари тек на почетку свог развоја, њихов потенцијал и могућности су огромне, поготово ако успемо да отклонимо одређене техничке проблеме и оптимизујемо их за рад у реалним условима (нормална температура, адекватна величина). Што буде направљен већи компјутер (са већим бројем кубита), то ће он постајати много напреднији од данашњих, силицијумских и у догледној будућности ће бити коришћен за врло сложена израчунавања, која ће свакако утицати на свет науке, али и на многе сфере живота.
Као показатељ потенцијалних могућности ових рачунара, најбоље је приложити неке примере. Ако при претраживању одређеног броја неразврстаних информација {\displaystyle n} данашњи компјутери обављају просечно {\displaystyle {\frac {n}{2}}} операција, квантни компјутери би обављали просечно {\displaystyle \scriptstyle {\sqrt {n}}} операција. То значи да је код великог броја података брзина претраге много већа код квантних, него код класичних рачунара. Такође, када би класичним путем факторизовали број од 300 цифара, за израчунавање би нам требало хиљаде година, док је код квантних потребна једна секунда.